# Claire Booth
Claire Windsor, grevinde af Ulster (født Claire Alexandra Booth den 29. december 1977 i Rotherham, England), også kendt som Dr Claire Booth, er gift med Alexander Windsor, jarl af Ulster, og dermed medlem af den britiske kongefamilie.